# Aubrevillea
Aubrevillea é um género botânico pertencente à família Fabaceae.